# Teresa (película de 1951)
Teresa es una película dramática estadounidense en 1951 dirigida por Fred Zinnemann y protagonizada por Pier Angeli y John Ericson. El guion fue escrito por Stewart Stern basado en la historia de Alfred Hayes, por el que fue nominado al Óscar al mejor argumento.

## Argumento
Mientras lucha  en Italia durante la Segunda Guerra Mundial, Phillip Cass se casa con una dulce y joven mujer italiana (Pier Angeli) que podría cambiar su vida y satisfacer su deseo de ser amado. La adaptación resulta difícil, ya que la joven pareja tiene que compartir un apartamento de Nueva York con sus padres y su hermana, mientras que Philip se siente fracasado haciendo trabajos de baja categoría. El nacimiento de un bebé finalmente le da a la pareja una nueva esperanza.

## Reparto
- Pier Angeli como Teresa Russo
- John Ericson como Philip Cass
- Patricia Collinge como Señora Clara Cass
- Richard Bishop como Señor Cass
- Peggy Ann Garner como Susan Cass
- Ralph Meeker como el sargento Dobbs
- Bill Mauldin como Grissom
- Ave Ninchi como Madre de Teresa
- Edward Binns como el sargento Brown
- Rod Steiger como Frank
- Aldo Silvani como Profesor Crocce
- Tommy Lewis como Walter
- Franco Interlenghi como Mario

## Premios y distinciones
Premios Óscar
| Año  | Categoría                | Persona                      | Resultado |
| ---- | ------------------------ | ---------------------------- | --------- |
| 1952 | Óscar al mejor argumento | Alfred Hayes y Stewart Stern | Nominados |